# Kistarcsa
Kistarcsa là một thành phố thuộc hạt Pest, Hungary. Thành phố này có diện tích 11,02 km², dân số năm 2010 là 11435 người, mật độ 1038 người/km².